# Taglioni (krater)
Taglioni är en nedslagskrater på planeten Venus. Taglioni har fått sitt namn efter den italienska ballerinan Marie Taglioni.
Kratern har en diameter på ungefär 31 km.